# Замок Калейн
Замок Калейн (англ. [kʌˈleɪn], пишеться Culzean) — один з найвідоміших замків Шотландії.
Розташований між Мейболом та Мейденсом у колишньому окрузі Каррік на узбережжі Південного Ейршира.
Замок спроєктував та збудував у XVIII ст. у романтичному стилі неокласицист Роберт Адам для Девіда Кеннеді, 10-го графа Кассіліса. Замок розташований на крутій скелі на березі моря і оточений замковим парком площею два гектари з лебединим озером, ігровим майданчиком та лісовими доріжками.
У 1945 році сім'я Кеннеді передала замок Національному фонду Шотландії (NTS), який досі проводить у замку екскурсії та обслуговує його. На знак визнання заслуг зі визволення територій Великобританії під час Другої світової війни генерал (пізніше президент США) Дуайт Д. Ейзенхауер отримав від Кеннеді у довічне користування верхній поверх. У замку також є виставка, присвячена йому.
Зараз замок — одна з найвідвідуваніших туристичних визначних пам'яток у районі міста Ер. У 2019 році його відвідали понад 333 000 осіб.
Замок зображений на 5-фунтовій банкноті Королівського банку Шотландії (серія 1987 року).

## Особливості
В арсеналі зберігається пропелер від літака, яким керував Ліф Робінсон, коли збив німецький дирижабль на північ від Лондона в 1916 році.
На північ від замку розташована бухта, в якій знаходиться газова станція, що до 1940 року забезпечувала замок світильним газом, який вироблявся з вугілля для освітлення та опалення. Ця група будівель складається з будинку менеджера газового господарства (зараз у ньому розміщена постійна виставка, присвячена винахіднику Вільяму Мердоку), реторти та залишків газометру.
Під замком є морські печери, які наразі не відкриті для відвідування, але відкриті для екскурсій протягом літа.
На території замку є сад, обнесений стіною, який побудований на місці будинку колишнього раба, що належав родині Кеннеді, Сципіона Кеннеді.
У серпні 2008 р. український бізнесмен Григорій Корогодський влаштував у замку з нагоди власного 48-річчя епатажну вечоринку, яка привернула увагу преси.